# Список рок-хитов № 1 2012 года (Великобритания)
Список рок-хитов 2012 года Великобритании включает самые популярные песни в стиле рок на основе данных официального рок хит-парада Великобритании UK Rock Chart 2012 года. Составителем чарта является The Official Charts Company, отвечающая за выпуск всех официальных музыкальных чартов страны. Список рок-хитов 2012 года Великобритании основан на статистических данных о продажах музыкальных релизов на физических и цифровых носителях. В чарт могут попадать и возглавлять синглы прошедших лет.

## Список синглов
| Дата        | Песня                    | Исполнитель         | Источник |
| ----------- | ------------------------ | ------------------- | -------- |
| 7 января    | «Iris»                   | Goo Goo Dolls       | [ 2 ]    |
| 14 января   | «Iris»                   | Goo Goo Dolls       | [ 3 ]    |
| 21 января   | «Iris»                   | Goo Goo Dolls       | [ 4 ]    |
| 28 января   | «Iris»                   | Goo Goo Dolls       | [ 5 ]    |
| 4 февраля   | «Iris»                   | Goo Goo Dolls       | [ 6 ]    |
| 11 февраля  | «Iris»                   | Goo Goo Dolls       | [ 7 ]    |
| 18 февраля  | «Iris»                   | Goo Goo Dolls       | [ 8 ]    |
| 25 февраля  | «Iris»                   | Goo Goo Dolls       | [ 9 ]    |
| 3 марта     | «Iris»                   | Goo Goo Dolls       | [ 10 ]   |
| 10 марта    | «Bring Me To Life»       | Evanescence         | [ 11 ]   |
| 17 марта    | «Iris»                   | Goo Goo Dolls       | [ 12 ]   |
| 24 марта    | «Livin' On A Prayer»     | Bon Jovi            | [ 13 ]   |
| 31 марта    | «The Swarm»              | You Me At Six       | [ 14 ]   |
| 7 апреля    | «The Swarm»              | You Me At Six       | [ 15 ]   |
| 14 апреля   | «The Swarm»              | You Me At Six       | [ 16 ]   |
| 21 апреля   | «The Swarm»              | You Me At Six       | [ 17 ]   |
| 28 апреля   | «Burn It Down»           | Linkin Park         | [ 18 ]   |
| 5 мая       | «Burn It Down»           | Linkin Park         | [ 19 ]   |
| 12 мая      | «Burn It Down»           | Linkin Park         | [ 20 ]   |
| 19 мая      | «Iris»                   | Goo Goo Dolls       | [ 21 ]   |
| 26 мая      | «Iris»                   | Goo Goo Dolls       | [ 22 ]   |
| 2 июня      | «Burn It Down»           | Linkin Park         | [ 23 ]   |
| 9 июня      | «Burn It Down»           | Linkin Park         | [ 24 ]   |
| 16 июня     | «Iris»                   | Goo Goo Dolls       | [ 25 ]   |
| 23 июня     | «What I've Done»         | Linkin Park         | [ 26 ]   |
| 30 июня     | «What I've Done»         | Linkin Park         | [ 27 ]   |
| 7 июля      | «Burn It Down»           | Linkin Park         | [ 28 ]   |
| 14 июля     | «Burn It Down»           | Linkin Park         | [ 29 ]   |
| 21 июля     | «Iris»                   | Goo Goo Dolls       | [ 30 ]   |
| 28 июля     | «Iris»                   | Goo Goo Dolls       | [ 31 ]   |
| 4 августа   | «45»                     | The Gaslight Anthem | [ 32 ]   |
| 11 августа  | «45»                     | The Gaslight Anthem | [ 33 ]   |
| 18 августа  | «Iris»                   | Goo Goo Dolls       | [ 34 ]   |
| 25 августа  | «Bohemian Rhapsody»      | Queen               | [ 35 ]   |
| 1 сентября  | «Iris»                   | Goo Goo Dolls       | [ 36 ]   |
| 8 сентября  | «Paradise City»          | Guns N' Roses       | [ 37 ]   |
| 15 сентября | «Iris»                   | Goo Goo Dolls       | [ 38 ]   |
| 22 сентября | «Iris»                   | Goo Goo Dolls       | [ 39 ]   |
| 29 сентября | «Somewhere in Neverland» | All Time Low        | [ 40 ]   |
| 6 октября   | «I Lie Lonely»           | Joseph Whelan       | [ 41 ]   |
| 13 октября  | «Iris»                   | Goo Goo Dolls       | [ 42 ]   |
| 20 октября  | «Iris»                   | Goo Goo Dolls       | [ 43 ]   |
| 27 октября  | «Reckless»               | You Me At Six       | [ 44 ]   |
| 3 ноября    | «Bring Me To Life»       | Evanescence         | [ 45 ]   |
| 10 ноября   | «Bring Me To Life»       | Evanescence         | [ 46 ]   |
| 17 ноября   | «Iris»                   | Goo Goo Dolls       | [ 47 ]   |
| 24 ноября   | «Iris»                   | Goo Goo Dolls       | [ 48 ]   |
| 1 декабря   | «Back in Black»          | AC/DC               | [ 49 ]   |
| 8 декабря   | «Back in Black»          | AC/DC               | [ 50 ]   |
| 15 декабря  | «Back in Black»          | AC/DC               | [ 51 ]   |
| 22 декабря  | «Back in Black»          | AC/DC               | [ 52 ]   |
| 29 декабря  | «The World is Ugly»      | My Chemical Romance | [ 53 ]   |